# Amarodytes testaceopictus
Amarodytes testaceopictus är en skalbaggsart som beskrevs av Régimbart 1900. Amarodytes testaceopictus ingår i släktet Amarodytes och familjen dykare. Inga underarter finns listade i Catalogue of Life.